# Selaginella tamariscina
Selaginella tamariscina är en mosslummerväxtart som först beskrevs av Ambroise Marie François Joseph Palisot de Beauvois och som fick sitt nu gällande namn av Antoine Frédéric Spring.
Selaginella tamariscina ingår i släktet mosslumrar, och familjen mosslummerväxter. Inga underarter finns listade i Catalogue of Life.